# Christian Serratos
Christian Marie Serratos (ur. 21 września 1990 w Pasadenie) – amerykańska aktorka filmowa, występowała m.in. w serii filmów Zmierzch oraz serialach The Walking Dead i Szkolny poradnik przetrwania.

## Filmografia

### Filmy
- Mrs. Marshall (2004) jako Jillian Marshall
- Piękne mleczarki (Cow Belles) (2006) jako Heather
- Zmierzch (Twilight) (2008) jako Angela Weber
- Saga „Zmierzch”: Księżyc w nowiu (Twilight Saga: New Moon) (2009) jako Angela Weber
- Saga „Zmierzch”: Zaćmienie (Twilight Saga: Eclipse) (2010) jako Angela Weber
- Saga „Zmierzch”: Przed świtem – część 1 (Twilight Saga: Breaking Dawn part 1) (2011) jako Angela Weber
- 96 minut (2011) jako Lena
- Lip Service (2013) jako Roxie Santos
- Flight 7500 (2014) jako Raquel Mendoza

### Seriale
- Szkolny poradnik przetrwania (2004–2007) jako Suzie Crabgrass
- Zoey 101 (2005) jako siostra Ollie (gościnnie)
- Hannah Montana (2006) jako Alexa (gościnnie)
- Tajemnica Amy (2011–2012) jako Raven
- The Walking Dead (2014-2022) jako Rosita Espinoza (w gł. obsadzie)
- Selena: The Series (2020–2021) jako Selena Quintanilla-Pérez